# Polská fotbalová reprezentace do 21 let
Polská fotbalová reprezentace do 21 let (polsky Reprezentacja Polski U-21 w piłce nożnej) je polská mládežnická fotbalová reprezentace složená z hráčů do 21 let, která spadá pod Polský fotbalový svaz (Polski Związek Piłki Nożnej – PZPN). Reprezentuje Polsko v kvalifikačních cyklech na Mistrovství Evropy hráčů do 21 let a v případě postupu i na těchto šampionátech. 

Fotbalisté musí být mladší 21. roku na začátku kvalifikace, to znamená, že na evropském šampionátu poté mohou startovat i poněkud starší.
Polská jedenadvacítka se ve své historii pětkrát představila na závěrečném turnaji Mistrovství Evropy hráčů do 21 let a vždy skončila ve čtvrtfinále.

## Účast na závěrečném turnaji ME U21
Zdroj:
| Mistrovství Evropy hráčů do 21 let | Mistrovství Evropy hráčů do 21 let | Mistrovství Evropy hráčů do 21 let | Mistrovství Evropy hráčů do 21 let | Mistrovství Evropy hráčů do 21 let | Mistrovství Evropy hráčů do 21 let | Mistrovství Evropy hráčů do 21 let | Mistrovství Evropy hráčů do 21 let | Mistrovství Evropy hráčů do 21 let |
| Rok                                | Kolo                               | Umístění                           | Záp.                               | V                                  | R                                  | P                                  | VG                                 | OG                                 |
| ---------------------------------- | ---------------------------------- | ---------------------------------- | ---------------------------------- | ---------------------------------- | ---------------------------------- | ---------------------------------- | ---------------------------------- | ---------------------------------- |
| 1978                               | nekvalifikovala se                 | nekvalifikovala se                 | nekvalifikovala se                 | nekvalifikovala se                 | nekvalifikovala se                 | nekvalifikovala se                 | nekvalifikovala se                 | nekvalifikovala se                 |
| 1980                               | nekvalifikovala se                 | nekvalifikovala se                 | nekvalifikovala se                 | nekvalifikovala se                 | nekvalifikovala se                 | nekvalifikovala se                 | nekvalifikovala se                 | nekvalifikovala se                 |
| 1982                               | čtvrtfinále                        | 5.                                 | 2                                  | 0                                  | 1                                  | 1                                  | 3                                  | 4                                  |
| 1984                               | čtvrtfinále                        | 5.                                 | 2                                  | 0                                  | 1                                  | 1                                  | 3                                  | 6                                  |
| 1986                               | čtvrtfinále                        | 5.                                 | 2                                  | 1                                  | 0                                  | 1                                  | 1                                  | 5                                  |
| 1988                               | nekvalifikovala se                 | nekvalifikovala se                 | nekvalifikovala se                 | nekvalifikovala se                 | nekvalifikovala se                 | nekvalifikovala se                 | nekvalifikovala se                 | nekvalifikovala se                 |
| 1990                               | nekvalifikovala se                 | nekvalifikovala se                 | nekvalifikovala se                 | nekvalifikovala se                 | nekvalifikovala se                 | nekvalifikovala se                 | nekvalifikovala se                 | nekvalifikovala se                 |
| 1992                               | čtvrtfinále                        | 5.                                 | 2                                  | 0                                  | 1                                  | 1                                  | 1                                  | 6                                  |
| 1994                               | čtvrtfinále                        | 5.                                 | 2                                  | 0                                  | 0                                  | 2                                  | 1                                  | 5                                  |
| 1996                               | nekvalifikovala se                 | nekvalifikovala se                 | nekvalifikovala se                 | nekvalifikovala se                 | nekvalifikovala se                 | nekvalifikovala se                 | nekvalifikovala se                 | nekvalifikovala se                 |
| 1998                               | nekvalifikovala se                 | nekvalifikovala se                 | nekvalifikovala se                 | nekvalifikovala se                 | nekvalifikovala se                 | nekvalifikovala se                 | nekvalifikovala se                 | nekvalifikovala se                 |
| 2000                               | nekvalifikovala se                 | nekvalifikovala se                 | nekvalifikovala se                 | nekvalifikovala se                 | nekvalifikovala se                 | nekvalifikovala se                 | nekvalifikovala se                 | nekvalifikovala se                 |
| 2002                               | nekvalifikovala se                 | nekvalifikovala se                 | nekvalifikovala se                 | nekvalifikovala se                 | nekvalifikovala se                 | nekvalifikovala se                 | nekvalifikovala se                 | nekvalifikovala se                 |
| 2004                               | nekvalifikovala se                 | nekvalifikovala se                 | nekvalifikovala se                 | nekvalifikovala se                 | nekvalifikovala se                 | nekvalifikovala se                 | nekvalifikovala se                 | nekvalifikovala se                 |
| 2006                               | nekvalifikovala se                 | nekvalifikovala se                 | nekvalifikovala se                 | nekvalifikovala se                 | nekvalifikovala se                 | nekvalifikovala se                 | nekvalifikovala se                 | nekvalifikovala se                 |
| 2007                               | nekvalifikovala se                 | nekvalifikovala se                 | nekvalifikovala se                 | nekvalifikovala se                 | nekvalifikovala se                 | nekvalifikovala se                 | nekvalifikovala se                 | nekvalifikovala se                 |
| 2009                               | nekvalifikovala se                 | nekvalifikovala se                 | nekvalifikovala se                 | nekvalifikovala se                 | nekvalifikovala se                 | nekvalifikovala se                 | nekvalifikovala se                 | nekvalifikovala se                 |
| 2011                               | nekvalifikovala se                 | nekvalifikovala se                 | nekvalifikovala se                 | nekvalifikovala se                 | nekvalifikovala se                 | nekvalifikovala se                 | nekvalifikovala se                 | nekvalifikovala se                 |
| 2013                               | nekvalifikovala se                 | nekvalifikovala se                 | nekvalifikovala se                 | nekvalifikovala se                 | nekvalifikovala se                 | nekvalifikovala se                 | nekvalifikovala se                 | nekvalifikovala se                 |
| 2015                               | nekvalifikovala se                 | nekvalifikovala se                 | nekvalifikovala se                 | nekvalifikovala se                 | nekvalifikovala se                 | nekvalifikovala se                 | nekvalifikovala se                 | nekvalifikovala se                 |
| 2017                               | základní skupina                   |                                    | 3                                  | 0                                  | 1                                  | 2                                  | 3                                  | 7                                  |
| Celkem                             | nejlépe: čtvrtfinále               | 6 účastí z 21                      | 13                                 | 1                                  | 4                                  | 8                                  | 12                                 | 34                                 |

Legenda:

Záp: odehrané zápasy, V: výhry, R: remízy, P: prohry, VG: vstřelené góly, OG: obdržené góly, červený rámeček znamená automatickou kvalifikaci (jakožto pořadatel)

Pozn.: jako remízy jsou zohledněny i zápasy, které se rozhodly v penaltovém rozstřelu.